# Бабаян, Кэтрин
Кэтрин Бабаян (англ. Kathryn Babayan; 2 июня 1960) — американский историк, востоковед (арабист, арменист и иранист), медиевист. Специализируется на социальных дисциплинах, таких как гендерная и сексуальная история. Ныне профессор Мичиганского университета, работала адъюнкт-профессором в университете Северного Техаса и приглашённым профессором в Чикагском университете. Автор многих научных статей, энциклопедических изданий и 5 монографий (включая редактируемые и в соавторстве). Член Международной ассоциации иранистики.

## Биография
Родилась в 1960 году. В 1981 году окончила Колледж Уэллсли со степенью бакалавра гуманитарных наук и поступила в Джорджтаунский университет на магистратуру, которую окончила уже два года спустя со степенью магистра гуманитарных наук. Последующие десять лет провела в Принстонском университете, получив второе образование со степенью магистра гуманитарных наук в 1987 году и степенью PhD по истории Ирана в 1993 году. Последний год нахождения в Принстоне работала адъюнкт-профессором университета Северного Техаса, откуда ушла в 1995 году. Год спустя устроилась на работу в той же должности (адъюнкт-профессор департамента истории) в Мичиганский университет, где работает непрерывно вплоть до сегодняшнего времени. В 2005 году в течение весны преподавала в должности приглашённого профессора в Институте истории Чикагского университета.
С мая 2000 года является действительным членом Высшей школы социальных наук (Париж, Франция). Удостоена многих наград в том числе Профессорской премии имени Ричарда Хадсона (2018) и Книжной премии имени Саида Сирджани (2004, вручается Международной ассоциацией иранистики). Участвовала в качестве докладчика и помощника организатора многих международных научных конференций по Ближнему Востоку.

## Научная деятельность
Владеет английским, армянским, русским, персидским, арабским, турецким, французским и итальянским языками.
Автор работ по Сефевидам (например, статьи о шахиншахе Исмаиле I для «Принстонской энциклопедии», а также раздела в «Оксфордском справочнике по истории Ирана»), армянской, иранской и ближневосточной истории.
В 2021 году вместе с историком из Исфаханского университета Ножатом Ахмади основала проект «Исфаханская антология» для продвижения и более глубокого изучения иранских и арабских антологий, известных как «маджму» и создания единой онлайн-платформы для предоставления доступа учёным к таким антологиям.
В 2024 году получила стипендию Национального фонда поддержки гуманитарных наук для публикации книги о практиках чтения и сочинения антологий и других публикаций в Исфахане в ранний период его истории. Основной объект исследований - маджму, связанная с ведением домашнего хозяйства и ведением процессов, связанных с этим, составленная юристом, собиравшим дела, которые он вёл для дальнейшего упрощения подобных процессов.

## Работы

### Монографии
- The Waning of the Qizilbash: The Spiritual and the Temporal in Seventeenth Century Iran (англ.). — Princeton: Princeton University, 1993. — 692 p.
- Mystics, Monarchs and Messiahs: Cultural Landscapes of Early Modern Iran (англ.). — Cambridge, MA: Center for Middle Eastern Studies of Harvard University : Distributed by Harvard University Press, 2002. — LVI, 575 p. — (Harvard Middle Eastern Monographs, vol. 35). — ISBN 09-328-8528-4. — ISBN 978-0-932-88528-9. — Книжная премия имени Саида Сирджани;
- Sussan Babaie[англ.]; Kathryn Babayan; Ina Baghdiantz McCabe; Massumeh Farhad. Slaves of the Shah: New Elites of Safavi Iran (англ.). — London ; New York: I.B. Tauris, 2004. — XIII, 218 p. — (Library of Middle East history, vol. 3). — ISBN 18-606-4721-9. — ISBN 978-1-860-64721-5. — научно-популярное издание;
- Islamicate Sexualities: Translations Across Temporal Geographies of Desire (англ.) / ed. by Kathryn Babayan; Afsaneh Najmabadi[англ.]. — Cambridge, MA: Center for Middle Eastern Studies of Harvard University : Distributed by Harvard University Press, 2008. — XIV, 376 p. — (Harvard Middle Eastern monographs, vol. 39). — ISBN 978-0-674-03204-0. — ISBN 06-740-3204-7.
- An Armenian Mediterranean: Words and Worlds in Motion (англ.) / ed. by Kathryn Babayan; Michael Pifer. — 2nd ebook ed. — Cham: Palgrave Macmillan. An imprint of Springer International Publishing, 2018. — XXI, 337 p. — (Mediterranean Perspectives). — ISBN 978-3-319-72865-0. — ISBN 33-197-2865-2. — doi:10.1007/978-3-319-72865-0.
- The City as Anthology: Eroticism and Urbanity in Early Modern Isfahan (англ.). — Stanford, CA: Stanford University Press, 2021. — XV, 260 p. — ISBN 978-1-503-62783-3. — ISBN 15-036-2783-7. — doi:10.1515/9781503627833.

### Некоторые статьи
- The Safavi Synthesis: From Qizilbash Islam to Imamite Shi’ism (англ.) // Iranian Studies[англ.]. — New York: Taylor & Francis, 1994. — Vol. 27, no. 1/4: Religion and Society in Islamic Iran during the Pre-Modern Era. — P. 135—161. — ISSN 0021-0862. — doi:10.1080/00210869408701824. — JSTOR 4310890.
- Shah Isma’il / Kathryn Babayan // The Princeton Encyclopedia of Islamic Political Thought / ed. by Bowering G.; Crone P.; Kadi W.; Mirza M.; Stewart D. J.; Zaman M. Q. — Princeton, N.J. : Princeton University Press, 2013. — P. 262—263. — XLVIII, 656 p. — ISBN 978-0-691-13484-0. — doi:10.23943/princeton/9780691164823.001.0001.
- The Safavids in Iranian History (1501—1722) (англ.) // The Oxford Handbook of Iranian History. — Oxford: Oxford University Press, 2012. — P. 285—306. — ISBN 978-0-199-73215-9. — doi:10.1093/oxfordhb/9780199732159.001.0001.